# 石山曻之助
石山 曻之助（いしやま しょうのすけ、1891年5月1日 - 1943年7月12日）は、現在の東京都千代田区出身で雷部屋に所属した力士。本名は石濱 曻之助（いしはま しょうのすけ）。168cm、81kg。最高位は西前頭筆頭。得意手は左四つ、寄り、上手投げ。俳優の石濱朗は甥にあたる。

## 経歴
1906年5月場所に初土俵、1910年6月場所に19歳で十両昇進。1911年6月場所に20歳で入幕した。1915年6月場所には東張出前頭17枚目で8勝2敗の成績を収めるなど、筆頭まで躍進した。1918年5月場所に27歳で廃業し、相場師に転じた。

## 主な成績
- 幕内成績：60勝66敗17休7分預　勝率.476
- 幕内在位：15場所
- 各段優勝
  - 十両優勝：1回（1911年2月場所）

## 改名歴
- 石山 曻之助（いしやま しょうのすけ）1910年1月場所 - 1918年5月場所